# Ride for Your Life
Ride for Your Life é um filme norte-americano de 1924, do gênero faroeste, dirigido por Edward Sedgwick, com roteiro de Raymond L. Schrock, Richard Schayer e Johnston McCulley.

## Elenco
- Hoot Gibson como Bud Watkins
- Laura La Plante como Betsy Burke
- Harry Todd como "Plug" Hanks
- Robert McKim como Jim Slade
- Howard Truesdale como Dan Burke
- Fred Humes como The Cocopah Kid
- Clark Comstock como Tim Murphy
- Anna Dodge como Mrs. Donnegan
- William Robert Daly como Dan Donnegan